# Capela de Nossa Senhora dos Remédios (Antas)
A Capela de Nossa Senhora dos Remédios, datada do século XVIII, situa-se no interior de um adro que se encontra murado junto à estrada que liga a freguesia de Antas à de Forjães.
Sua planta assume a forma rectangular e a entrada está voltada para Oeste. Com um traço setecentista, patente na sua fachada, nota-se o seu frontão triangular encimado por uma cruz assente num plinto ornado com volutas em cartela. Junto à entrada, apresentam nas laterais da porta duas pequenas janelas, juntamente com outras duas que encontram-se nas laterais. Ambas são gradeadas. Nos cantos da pequena construção encontram-se encimados por pináculos.